# Pearl River, Louisiana
Pearl River är en ort i Saint Tammany Parish i delstaten Louisiana, USA.